# アスベル・キプロプ
アスベル・キプロプ（Asbel Kipruto Kiprop、1989年6月30日 - ）はケニアの陸上競技選手、専門は1500mを主とする中距離走。リフトバレー州ウアシンギシュ県出身。北京オリンピック男子1500m金メダリスト。ラシド・ラムジのドーピング違反・失格を経て、2009年に金メダルを獲得した。
2007年世界クロスカントリー選手権ジュニアを勝った後、同年のアフリカ競技大会1500mを制した。世界陸上競技選手権大会1500mは大阪・ベルリンの4位を経た後、大邱・モスクワ・北京の3大会連続優勝を達成した。

## 人物
エルドレット近郊にあるカプティンガ村の出身。キプロプによると、名の「アスベル」は「断固たる」を意味するものである。父のデイヴィッド・ケベネイは1987年アフリカ競技大会1500m4位となった経歴の持ち主であり、弟のヴィクトル・キプチルチル・ケベネイも陸上競技選手という家庭に育った。キプロプはシマト初等学校に在学中の13歳から陸上競技をはじめた。後には練習に集中するために高校を中退した。キプロプは2006年にキプチョゲ・ケイノ・ハイ・パフォーマンス・トレーニング・キャンプに入り、現在も指導を受けている。このキャンプはエルドレッド近郊の標高2000mを超える高地に位置し、ケニアの名門トレーニング施設として知られる。

## 経歴
2007年はキプロプにとって躍進の一年となった。3月の世界クロスカントリー選手権ジュニアで優勝、7月のアフリカ競技大会1500mも優勝を飾った。大阪で開催された8月の2007年世界陸上競技選手権大会1500mにはケニア代表として出場を果たし、自己記録を更新して4位に入った。これらの功績が認められて、2007年ケニア最優秀スポーツ選手賞の最優秀新人部門を受賞した。
キプロプは2008年アフリカ陸上競技選手権大会に出場して800mで銅メダルを獲得、1500mで4位に入った。北京オリンピックでは400mを先頭で通過、その後も先頭集団でレースを進めたが、猛然と追い上げたラシド・ラムジに僅かに抜かれて金メダルを逃した。
しかし、ラムジは大会後の薬物検査で新型のエリスロポエチンである指定禁止薬物・持続性エリスロポエチン受容体活性化剤の陽性反応を示し失格、2009年に金メダルを剥奪された。キプロプは金メダルが授与されることが決定したのちロイター通信から受けた取材に対して、表彰台上でケニア国歌を聴けなかった悲しみと薬物違反への悲しみをぶちまけている。キプロプは9月のIAAFワールドアスレチックファイナルでハロン・ケイタニーに次ぐ2位に入りこの年を終えた。
2009年8月の世界陸上競技選手権大会1500m決勝では、スローペースであるにもかかわらず集団の後方でレースを進めてしまい、見せ場が無いまま4位に敗れた 。800mにも出場したが予選2組7着で敗退している。
2010年7月、ナイロビで開催されたアフリカ陸上競技選手権大会1500mでは3分36秒19の大会新記録を樹立して優勝を飾った。キプロプはこの年に新設されたIAAFダイヤモンドリーグに参戦。ビスレットゲームズ、プリフォンテーンクラシック、ロンドングランプリで勝利を収めたのち、8月のメモリアルヴァンダムを制して男子1500mの年間王者に輝いた。アフリカ代表として9月のIAAFコンチネンタルカップ1500mにも出場したが6位に敗れている。
2011年、大邱で開催された世界陸上競技選手権大会1500m決勝で同じケニア代表のライバルであるサイラス・キプラガトを破って優勝、初めて世界選手権で金メダルを獲得した。2011年のダイヤモンドリーグは上海2位、オスロ1マイル1位、パリ2位、ストックホルム1位の成績を残してポイント争いの首位に立っていたが、9月8日の最終戦・チューリッヒは7位に入るのがやっとで、ニクソン・チェプセバに年間王者をさらわれた。
2012年1月、グレートエディンバラクロスカントリーでエリウド・キプチョゲやケネニサ・ベケレを破って優勝した。8月、ロンドンオリンピック1500mは、決勝でレース中にハムストリングを痛め、12位に終わった。同年のダイヤモンドリーグはドーハで2位の後、ユージーン、オスロ、モナコの3勝を上げてポイント争いの首位に立ったが、最終戦のブリュッセルで5位に終わり年間王者を逃した。
2013年7月19日、モナコで行われたヘラクレス1500mで世界歴代4位（当時）となる3分27秒72を記録した。8月18日、モスクワで開催された世界陸上競技選手権大会1500m決勝は最後のホームストレートで抜け出して優勝、2大会連続金メダルを獲得した。

## 記録
| 種目    | 記録      | 場所       | 日付          | 備考        |
| ------- | --------- | ---------- | ------------- | ----------- |
| 800m    | 1分43秒15 | モナコ     | 2011年7月22日 |             |
| 1500m   | 3分26秒69 | モナコ     | 2015年7月17日 | 世界歴代3位 |
| 1マイル | 3分48秒50 | ユージーン | 2009年7月6日  |             |
| 3000m   | 7分42秒32 | トリノ     | 2007年6月8日  |             |

## 主な戦績
| 年   | 大会名                             | 開催地             | 種目        | 結果 | 記録      |
| ---- | ---------------------------------- | ------------------ | ----------- | ---- | --------- |
| 2007 | 世界クロスカントリー選手権         | モンバサ           | ジュニア8km | 優勝 | 24分07秒  |
| 2007 | アフリカ競技大会                   | アルジェ           | 1500m       | 優勝 | 3分38秒97 |
| 2007 | 世界陸上競技選手権大会             | 大阪               | 1500m       | 4位  | 3分35秒24 |
| 2008 | アフリカ陸上競技選手権大会         | アディスアベバ     | 800m        | 3位  | 1分46秒02 |
| 2008 | アフリカ陸上競技選手権大会         | アディスアベバ     | 1500m       | 4位  |           |
| 2008 | オリンピック                       | 北京               | 1500m       | 優勝 | 3分33秒11 |
| 2008 | IAAFワールドアスレチックファイナル | シュトゥットガルト | 1500m       | 2位  | 3分37秒93 |
| 2009 | 世界陸上競技選手権大会             | ベルリン           | 1500m       | 4位  | 3分36秒47 |
| 2009 | 世界陸上競技選手権大会             | ベルリン           | 800m        | 予選 |           |
| 2010 | アフリカ陸上競技選手権大会         | ナイロビ           | 1500m       | 優勝 | 3分36秒19 |
| 2010 | IAAFコンチネンタルカップ           | スプリト           | 1500m       | 6位  | 3分38秒81 |
| 2011 | 世界陸上競技選手権大会             | 大邱               | 1500m       | 優勝 | 3分35秒69 |
| 2012 | オリンピック                       | ロンドン           | 1500m       | 12位 | 3分43秒83 |
| 2013 | 世界陸上競技選手権大会             | モスクワ           | 1500m       | 優勝 | 3分36秒28 |